# 斯特吉斯摩托车集会
斯特吉斯摩托车集会（英語：Sturgis Motorcycle Rally）是在美国南达科他州斯特吉斯镇一年一度举办的国际性摩托车爱好者大会师，通常是在每年8月份的第一星期举办，赛期7天。赛车千奇百怪，摩托车手身穿奇装异服，甚至公众裸体，成为令当地警察头疼的问题。
第一次举办集会活动是在1938年8月14日，举办者是“Jackpine Gypsies”摩托车俱乐部，当时只有9人参加，观看者也寥寥无几。1942年由于汽油紧缺，集会中断了一年。1961年，集会已经扩展到包括爬山和越野项目。